# Andrzej Dulas
Andrzej Dulas (ur. 3 października 1965  w Wolborzu) – polski kolarz szosowy. Zwycięzca klasyfikacji górskiej Tour de Pologne (1987), uczestnik Wyścigu Dookoła Hiszpanii La Vuelta a España (1992).